# Saewulf
Saewulf là một tu sĩ người anglo-saxon, đã hành hương tới Đất Thánh từ tháng 7 năm 1102 tới tháng 9 năm 1103, và đã để lại một truyện tường thuật về chuyến đi này của ông.
Saewulf đã tới thăm Đất Thánh sau các chiến binh Thập tự chinh 3 năm. Ông cho biết là Nazareth thời đó chỉ còn là một đống đổ nát, ngoại trừ một tu viện ở nơi ngày nay là Tiểu vương cung thánh đường Truyền Tin.
Trong truyện tường thuật, ông cho biết đã tới thăm viếng các nơi ở Đất Thánh như: 
- Nhà thờ Kinh Lạy Cha
- Làng Ein Kerem
- Nhà thờ Quyền tối thượng của thánh Phêrô
- Vương cung thánh đường Thánh Stêphanô, Tử đạo (Giêrusalem)[3]
- Nhà thờ thánh Anna (Giêrusalem)[4].
- Mộ các tổ phụ[5]